# Intymność (film)
Intymność (ang. Intimacy) – dramat erotyczny z 2001 roku w reżyserii Patrice'a Chéreau. Film jest brytyjsko–francusko–niemiecką koprodukcją. Wszystkie sceny miłosne między Kerry Fox i Markiem Rylancem są prawdziwe.

## Opis fabuły
Jay, niedoszły muzyk, opuścił swoją rodzinę i zarabia na życie jako barman w modnym londyńskim pubie. W każde środowe popołudnie odwiedza go w domu kobieta, z którą uprawia intensywny, prawie bezsłowny seks. Początkowo ich związek jest czysto fizyczny, jednak wkrótce Jay zakochuje się w tajemniczej kobiecie. Pewnego dnia kobieta nie zjawia się. Chcąc dowiedzieć się więcej o niej, Jay śledzi ją po ulicach Londynu i dowiaduje się szczegółów z jej życia.

## Obsada
- Mark Rylance jako Jay
- Kerry Fox jako Claire
- Susannah Harker jako Susan
- Alastair Galbraith jako Victor
- Philippe Calvario jako Ian
- Timothy Spall jako Andy
- Marianne Faithfull jako Betty
- Fraser Ayres jako Dave
- Michael Fitzgerald jako właściciel baru
- Robert Addie jako właściciel baru

## Nagrody i nominacje
Międzynarodowy Festiwal Filmowy w Berlinie
- Złoty Niedźwiedź – Najlepszy film
- Srebrny Niedźwiedź – Najlepsza aktorka: Kerry Fox
- Błękitny Anioł – Najlepszy film europejski: Patrice Chéreau

Nagroda Louisa Delluca
- najlepszy film francuski (2001)

César
- nominacja: Najlepszy reżyser – Patrice Chéreau

Europejska Akademia Filmowa
- nominacja: Najlepszy europejski film roku – Patrice Chéreau, Patrick Cassavetti, Jacques Hinstin
- nominacja: Najlepszy europejski operator roku – Eric Gautier
- nominacja: Nagroda publiczności dla najlepszego europejskiego reżysera – Patrice Chéreau
- nominacja: Nagroda publiczności dla najlepszego europejskiego aktora – Mark Rylance